# 卡洛斯·特维斯
卡洛斯·阿尔贝托·马丁内斯·特维斯（西班牙語：Carlos Alberto Martínez Tevez，1984年2月5日—）出生于布宜诺斯艾利斯，是阿根廷退役職業足球运动员，世界足壇巨星之一。司职前锋，現時從事領隊工作。
雖然特維斯並非特別高產的射手，但他的工作熱情和永不言敗的態度早已被認同。他曾效力小保加，哥連泰斯，韋斯咸及曼聯。他於2009-10年度夏季轉會窗轉會至曼城，是1999年以後首位效力過曼彻斯特兩間球會的球員。以1100萬歐元轉會上海申花，據傳領有高達61萬磅週薪。

## 球員生涯

### 韋斯咸
2006年夏季，特維斯由經理人公司安排，效力英超球會韋斯咸，野獸屬於经纪人「出租」予韋斯咸。在韋斯咸期間，野獸未能適應英超比賽節奏，要到最後十週英超聯比賽，才取得第一個英超入球，接著在後來的比賽中取得七球進帳，並在對曼聯最後一場英超護級比賽時入球，令球會護級成功。
轉會擁有權風波
期间英超联盟发现韋斯咸在注册特维斯参赛权时，并没有从他的经理人那里事先购买到所有相关特维斯的经济权力，违反了联盟的规定。但是对于韋斯咸的处罚却最终只有550万英镑，而没有扣罚联赛积分，但是要求韋斯咸必须立刻获取特维斯的全部所有权。2007赛季结束后降级的錫菲聯对联赛委员会的这一决定极其不满，先后在相应听证会和高等法院上诉，不过最终无功而返。
虽然韋斯咸极力希望这位2006-07赛季的保级功臣可以留在队中，但在2007年6月23日，特維斯被傳转会曼联，转会费将超过2000万英镑，但未落實。後來韋斯咸主席於其官方網站表明不會讓特維斯轉會至曼聯。特維斯能否顺利转会曼联队主要取决于英超联赛能否先确定其所有权归属，即转会费是全数付给韋斯咸还是付给特維斯的经理人奇亚·朱拉布奇安（Kia Joorabchian）。8月3日，曼联、韋斯咸和朱拉布奇安三方达成协议，避免事件闹进高等法院。特維斯以1000万英镑租借到曼联，为期两年，两年后曼联有以3000万镑买断的权力。而朱拉布奇安同意向韋斯咸支付200万英镑，作为违约赔偿。因为韋斯咸收到的转会费显然与其受处罚后不久宣称已经彻底获得特維斯所有权的说法大相径庭，有欺骗联盟的嫌疑。
但是不管怎么样，特維斯最终成功加盟曼联，随队征战2007-08赛季，穿著32號球衣。2007月8月15日，特維斯在迎戰樸茨茅夫首次代表曼聯上陣。同年9月23日他在對車路士中射入首個入球，為主隊先開紀錄，最終以2比0擊敗對手。

### 曼聯
2007/08赛季开始前，野獸以租借形式加盟曼聯，为期两年，但出租方却不是任何俱乐部，而是特維斯的经纪人控制的公司。在效力曼聯這兩個賽季內，特維斯以出色的表現協助球隊赢得6項錦標，包括連續兩年赢得英格蘭超級聯賽冠軍、英格蘭社區盾冠軍、歐洲聯賽冠軍盃冠軍、國際足協世界冠軍球會盃冠軍、英格蘭聯賽盃冠軍。但在08/09賽季，雖然特維斯在曼聯表現出色，但因費格遜並不欣賞他而被逐漸投閒置散，曼聯領隊費格遜起初並不願意為他支付2,550萬英鎊的轉會費。在2009年歐洲聯賽冠軍盃決賽，特維斯對於自己未能以正選身份上陣感到非常失望，最終球隊以0-2敗陣。

### 曼城
2009年6月20日，儘管曼聯最後同意支付2,550萬英鎊並提供一紙五年合約，不過迪維斯仍堅決離隊。同年7月13日，特維斯加盟曼聯的同市對手曼城，簽約五年，繼續穿上32號球衣。特維斯也是1999年以後首位效力過曼彻斯特兩間球會的球員。2010年1月11日，在聯賽主場對布力般流浪的賽事中，特維斯完成了加盟後第一次帽子戲法，協助球隊以4-1大勝，特維斯也獲得2009年12月英超每月最佳球員獎。隨著極高的入球率（平均每 1.3 場就有一個進球）以及被任命為隊長，特維斯成為是曼城的絕對核心。
2011年9月27日，特维斯因在欧洲冠军联赛对阵拜仁慕尼黑比赛中拒绝替补登场，被球队给予巨额罚款以及禁赛处罚。此后特维斯返回阿根廷国内，远离球场长达半年时间，期间AC米兰、国际米兰和巴黎圣日耳曼都曾有意罗致他，但终因转会费过高而作罢。2012年2月，为能重新踢上比赛，特维斯返回曼城俱乐部。隨後助曼城獲得2011/12英超聯賽冠軍。
在4年時間裏，特維斯共為曼城出場148次並攻入74粒進球。

### 祖雲達斯
2013年6月26日，特維斯加盟祖雲達斯，轉會費為900萬歐元，奖金最高为600万欧元。6月27日，特維斯穿著前隊長迪比亞路的10號球衣在祖雲達斯的主場亮相。
特维斯在本赛季结束时，在所有比赛中总共攻入21球，成为球队的最佳射手，并被评为尤文的“本赛季最佳球员”。他以19进球在意甲射手榜上排名第三，为斑马军团赢得了第30个意甲冠军。

### 小保加
2015年6月27日，官方公佈特維斯回歸小保加，轉會費為500萬歐羅，簽約3年。

### 上海申花
2016年12月特維斯同意來自中超上海申花俱樂部的轉會邀請，有传其週薪达61.5萬英鎊成為「世界最高薪足球員」，比C朗、美斯还高，但也有传媒认为不实。
2018年1月，由於表現不如理想且與球會和球迷的關係不善，特維斯與上海申花協商解約，以自由身重返小保加。

## 國家隊
特維斯協助阿根廷赢得2004年夏季奥林匹克运动会足球比赛金牌，更以8個入球赢得金靴獎。特維斯也有參與2006年世界杯足球賽，在賽事中也取得1個入球。在2010年世界盃外圍賽 (南美洲區)，特維斯也取得1個入球，協助球隊晉身2010年世界盃足球賽決賽週。

## 个人
特维斯的右颈有一个明显的伤痕，是小时候被热水烫伤的。
特維斯已婚，和他的妻子（Vanesa）育有兩個女兒（Florencia 和 Katia）。他在阿根廷時和他的哥哥 Diego 組過昆比亞樂團。
效力上海申花期间，特維斯曾在养伤期间，在球队比赛日未到现场观赛，却被球迷目击在上海迪士尼乐园游玩。中超第12轮，上海申花对阵天津泰达，摄影机拍到他在对方控球长达半分钟期间仅移动5米。特維斯的举动引起球迷不满而为其取外号「特思鄉」。

## 榮譽
小保加
- 阿根廷足球甲级联赛春季聯賽 冠軍：2003年
- 南美自由盃 冠軍：2003年
- 南美球會盃 冠軍：2004年
- 洲際盃 冠軍：2003年

哥連泰斯
- 巴西足球甲級聯賽 冠軍：2005年

 曼聯
- 英格蘭超級聯賽 冠軍：2007/08年；2008/09年
- 英格蘭社區盾 冠軍：2008年
- 歐洲聯賽冠軍盃 冠軍：2007/08年
- 國際足協世界冠軍球會盃 冠軍：2008年
- 英格蘭聯賽盃 冠軍：2008/09年

 曼城
- 英格蘭超級聯賽 冠軍：2011/12年
- 英格蘭足總盃 冠軍：2011年
- 英格蘭社區盾 冠軍﹕2012年

 阿根廷國家隊
- 夏季奥林匹克运动会足球比赛 冠軍：2004年
- 南美青年足球錦標賽 冠軍：2003年

個人
- 南美自由盃最有價值球員：2003年
- 阿根廷足球先生：2003年、2004年
- 阿根廷年度最佳運動員（英语：Olimpia Award）：2004年
- 奧運金靴獎：2004年
- 巴西甲組足球聯賽最佳球員：2005年
- 巴西金球獎（英语：Bola de Ouro）：2005年
- 南美足球先生：2003年、2004年、2005年
- 韋斯咸年度最住球員：2007年
- 英超每月最佳球員：2009年12月[8]
- 曼城年度最佳球員：2009/10年